# Gazzetta Ufficiale della Repubblica Italiana

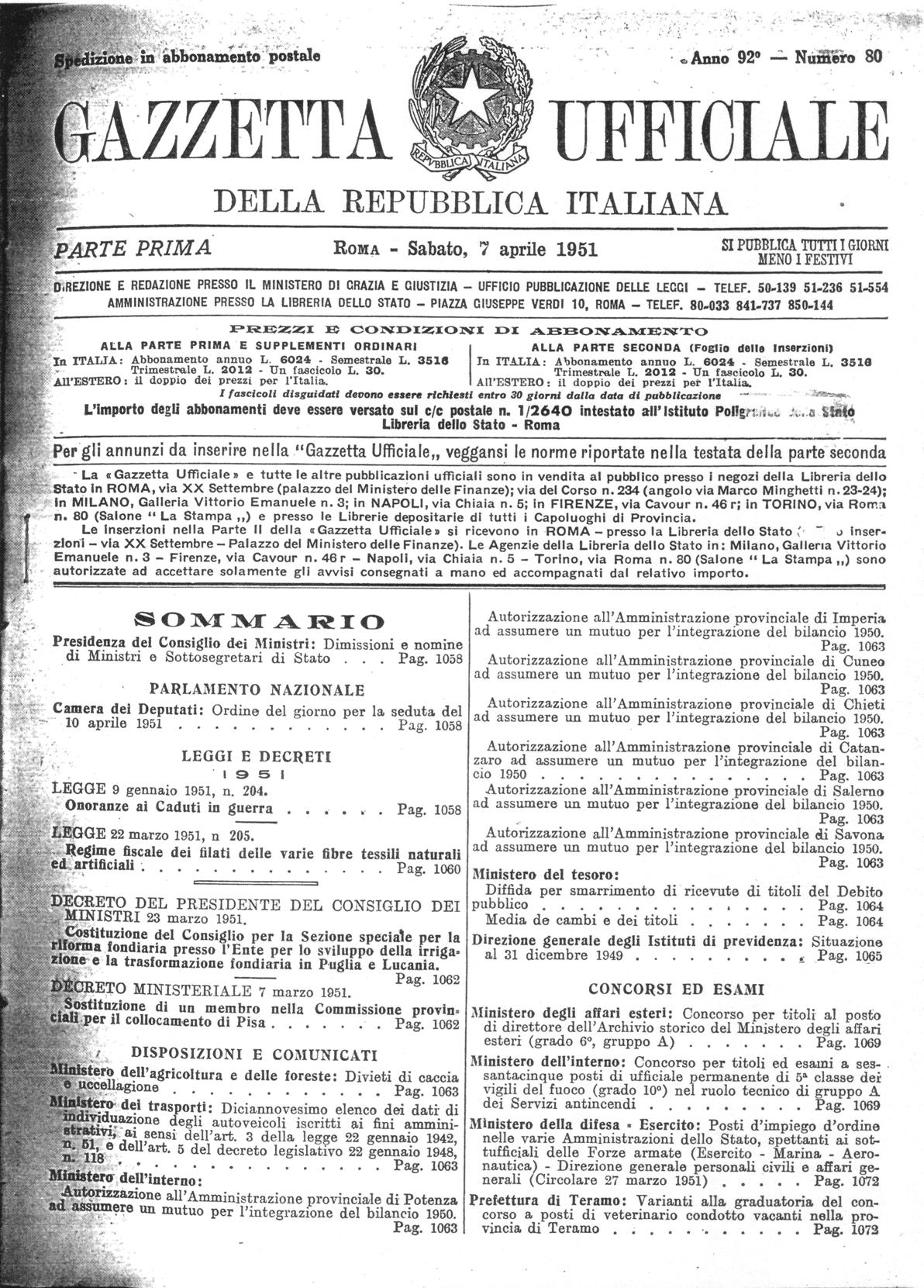
Gazzetta Ufficiale del 7 aprile 1951

La Gazzetta Ufficiale della Repubblica Italiana, o per semplicità Gazzetta Ufficiale (GU o GURI), è la fonte ufficiale di conoscenza delle norme in vigore in Italia. 
È uno strumento di diffusione, informazione e ufficializzazione di testi legislativi, atti pubblici e privati che devono giungere con certezza a conoscenza dell'intera comunità.
È condizione necessaria per una legge ordinaria la sua pubblicazione in Gazzetta affinché entri in vigore.

## Storia
Deriva dalla Gazzetta Piemontese, il giornale ufficiale del Regno di Sardegna dal 2 agosto 1814 al 3 gennaio 1860. Invero anche gli altri Stati preunitari avevano ciascuno la loro Gazzetta, rispettivamente la Gazzetta Privilegiata di Milano, quotidiano ufficiale unico del Regno Lombardo-Veneto, la Gazzetta di Parma, giornale ufficiale del Ducato di Parma e Piacenza, la Gazzetta di Firenze, giornale ufficiale del Granducato di Toscana, il Monitore Napolitano e il Giornale del Regno delle Due Sicilie.
Il 4 gennaio 1860 la Gazzetta Piemontese cambiò nome in Gazzetta Ufficiale del Regno, che a sua volta il 17 marzo 1861 cambiò nome in Gazzetta Ufficiale del Regno d'Italia ed aggiunse il sottotitolo Giornale Ufficiale del Regno d'Italia. Il 19 giugno 1946, dopo il referendum istituzionale del 2 giugno di quell'anno fu trasformata nell'attuale Gazzetta Ufficiale della Repubblica Italiana e pubblicata dall'Istituto Poligrafico e Zecca dello Stato. 
Ai sensi della legge 6 agosto 2008, n. 133, la versione gratuita iniziò ad esser distribuita solo in formato digitale e dal 1º gennaio 2013 il Ministero dell'Economia e delle Finanze, d'intesa con il Ministero della giustizia e con l'apporto dell'Istituto Poligrafico e Zecca dello Stato, rende disponibile gratuitamente, nelle sue varie serie, la Gazzetta Ufficiale in formato digitale.

## Struttura
La Gazzetta Ufficiale della Repubblica Italiana si divide nelle serie seguenti:
- Serie generale, pubblicata tutti i giorni feriali[3];
- 1ª Serie Speciale - Corte Costituzionale, pubblicata ogni mercoledì;
- 2ª Serie Speciale - Unione Europea, pubblicata ogni lunedì e giovedì;
- 3ª Serie Speciale - Regioni, pubblicata ogni sabato;
- 4ª Serie Speciale - Concorsi ed Esami, pubblicata ogni martedì e venerdì;
- 5ª Serie Speciale - Avvisi Pubblici e Ministeriali, Contratti Pubblici, pubblicata ogni lunedì, mercoledì e venerdì.

Sul sito internet della Gazzetta Ufficiale della Repubblica Italiana fino al 31 dicembre 2012, era possibile consultare gratuitamente solo l'archivio completo dei sommari di tutte le serie pubblicate dal 1988 (dall'agosto 1999 per la sola 4ª Serie Speciale - Concorsi ed Esami) nonché avere libero accesso all'intero contenuto in formato testuale di tutti i numeri pubblicati negli ultimi 60 giorni, mentre per quelli precedenti era necessario sottoscrivere un abbonamento.
Dal gennaio 2013 vi è la disponibilità gratuita di tutte le Gazzette e i Supplementi Ordinari, a partire dal 1946.

## Funzioni
La Costituzione italiana all'art. 73 afferma:
Se le Camere, ciascuna a maggioranza assoluta dei propri componenti, ne dichiarano l’urgenza, la legge è promulgata nel termine da essa stabilito. Le leggi sono pubblicate subito dopo la promulgazione ed entrano in vigore il quindicesimo giorno successivo alla loro pubblicazione, salvo che le leggi stesse stabiliscano un termine diverso.»
(art. 73 della Costituzione della Repubblica italiana)
Le leggi approvate dalle due Camere del Parlamento italiano, e firmate dal Presidente della Repubblica, che in casi specifici ha il potere di rinviarle alle Camere, sono pubblicate in Gazzetta Ufficiale ed entrano in vigore il quindicesimo giorno successivo.
La Gazzetta Ufficiale della Repubblica Italiana, oltre che funzioni di pubblicità, ha finalità di certificazione per il decorso del termine di vacatio legis e, di conseguenza, per individuare la data dell'entrata in vigore di certi atti normativi statali. Infatti, un atto dello Stato o di un altro organismo può essere inserito nella Gazzetta Ufficiale della Repubblica Italiana per varie finalità stabilite dal legislatore.
Così, le leggi che, nella normalità dei casi, entrano in vigore dopo 15 giorni dalla loro pubblicazione sulla Gazzetta Ufficiale della Repubblica Italiana, o altri vari atti, per esempio delle società private che, per essere dichiarate valide, devono essere rese pubbliche con questo mezzo. La disciplina relativa agli atti da pubblicare nella Gazzetta Ufficiale della Repubblica Italiana è contenuta nel testo unico emanato con il
Decreto del presidente della Repubblica 28 dicembre 1985, n. 1092, in materia di "approvazione del testo unico delle disposizioni sulla promulgazione delle leggi, sulla emanazione dei decreti del presidente della repubblica e sulle pubblicazioni ufficiali della repubblica italiana" e dal suo regolamento attuativo, contenuto nel Decreto del presidente della Repubblica 14 marzo 1986, n. 217.
Proprio per l'indefettibilità delle sue funzioni, anche le Regioni, gli Stati esteri e alcune istituzioni internazionali affidano a strumenti simili la pubblicazione di alcuni loro atti giuridici (vedi per esempio, per l'Unione europea, la Gazzetta Ufficiale dell'Unione Europea, che ha un'edizione in tutte le lingue ufficiali dell'Unione).
La Gazzetta Ufficiale della Repubblica Italiana è edita dall'Istituto Poligrafico e Zecca dello Stato e, nella versione cartacea, costituisce l'unico testo definitivo e ufficiale degli atti normativi dello Stato. La pubblicazione avviene a cura del Ministero della giustizia, che è preposto anche alla rettifica degli errori materiali avvenuti nella stampa.
Fino al 31 dicembre 2012 la consultazione online gratuita della Gazzetta Ufficiale era consentita solo per i sessanta giorni successivi alla pubblicazione, divenendo poi a pagamento, fatto da più parti duramente criticato. Infine, a partire dal 1º gennaio 2013, la consultazione della gazzetta on-line è gratuita.
La Costituzione stessa fu la prima legge dell'Italia repubblicana pubblicata nella Gazzetta Ufficiale.

## Nomenclatore tariffario
Il Nomenclatore tariffario è un'edizione della Gazzetta Ufficiale della Repubblica Italiana che riporta il regolamento e le tariffe per la fornitura degli ausili sanitari (protesi, dispositivi speciali eccetera) ai soggetti aventi diritto.
Il Nomenclatore tariffario prevede più parti, in cui si definiscono i seguenti elementi:
- i soggetti aventi diritto alla prestazione;
- i fornitori e le modalità di erogazione;
- le tariffe;
- i termini di rinnovo e garanzia.

In linea generale hanno diritto alla fornitura di ausili sanitari tutti i soggetti dichiarati invalidi civili (per la disabilità relativa all'ausilio richiesto) e tutti i minori di 18 anni per i quali sia ritenuto utile, per terapia o riabilitazione, un determinato ausilio. La procedura è abbastanza complessa e si snoda nelle seguenti fasi:
- prescrizione dell'ausilio da parte del medico specialista;
- formulazione del preventivo da parte della ditta fornitrice;
- consegna di prescrizione e preventivo all'ufficio protesi del Distretto Sanitario competente per l'autorizzazione alla fornitura;
- autorizzazione alla fornitura con importo di spesa accordato;
- fornitura dell'ausilio;
- collaudo dell'ausilio presso il medico specialista prescrivente;
- fatturazione da parte della ditta fornitrice;
- pagamento da parte del Sistema Sanitario Nazionale (a mezzo Regione)[11]